# Laosz miniszterelnökeinek listája
Az alábbi lista Laosz miniszterelnökeinek listáját tartalmazza.

## Luangprabang Királyság miniszterelnökei (1941–1945)
| Hivatalba lépés ideje | Hivatali idő vége | Név               |
| --------------------- | ----------------- | ----------------- |
| 1941                  | 1945. október 10. | Phetsarath herceg |

## A Laoszi Királyság miniszterelnökei (1945–1975)
| Hivatalba lépés ideje | Hivatali idő vége   | Név                     | Megjegyzés                                                                               |
| --------------------- | ------------------- | ----------------------- | ---------------------------------------------------------------------------------------- |
| 1945. október 20.     | 1946. április 23.   | Phaja Khammao herceg    | Az ideiglenes kormány miniszterelnöke                                                    |
| 1946. április 23.     | 1947. március 15.   | Kindavong herceg        |                                                                                          |
| 1947. március 15.     | 1948. március 25.   | Szuvannarath herceg     |                                                                                          |
| 1948. március 25.     | 1950. február 24.   | Bunum herceg            | 1. alkalommal                                                                            |
| 1950. február 24.     | 1951. október 15.   | Pudzsi Szananikone      | 1. alkalommal                                                                            |
| 1951. október 15.     | 1951. november 21.  | Szavangvatthana király  |                                                                                          |
| 1951. november 21.    | 1954. október 20.   | Szuvanna Phuma herceg   | 1. alkalommal                                                                            |
| 1954. november 25.    | 1956. március 21.   | Katai Don Szaszorith    |                                                                                          |
| 1956. március 21.     | 1958. augusztus 17. | Szuvanna Phuma herceg   | 2. alkalommal                                                                            |
| 1958. augusztus 17.   | 1959. december 31.  | Pudzsi Szananikone      | 2.alkalommal                                                                             |
| 1959. december 31.    | 1960. január 7.     | Szounthone Pathammavong |                                                                                          |
| 1960. január 7.       | 1960. június 3.     | Ku Abhai                |                                                                                          |
| 1960. június 3.       | 1960. augusztus 15. | Szomszanith herceg      |                                                                                          |
| 1960. augusztus 30.   | 1960. december 13.  | Szuvanna Phuma herceg   | 3. alkalommal, Kambodzsába menekülve a kommunista hatalmak által elismert miniszterelnök |
| 1960. december 13.    | 1962. június 23.    | Bunum herceg            | 2. alkalommal                                                                            |
| 1962. június 23.      | 1975. december 2.   | Szuvanna Phuma herceg   | 4. alkalommal                                                                            |

## A Laoszi Népi Demokratikus Köztársaság Minisztertanácsának elnökei (1975–)
| Hivatalba lépés ideje | Hivatali idő vége   | Név                   |
| --------------------- | ------------------- | --------------------- |
| 1975. december 8.     | 1991. augusztus 15. | Kaiszone Phomvihane   |
| 1991. augusztus 15.   | 1998. február 24.   | Khamtai Sziphandon    |
| 1998. február 24.     | 2001. március 27.   | Sisavath Keobounphanh |
| 2001. március 27.     | 2006. június 8.     | Bounnhang Voracsit    |
| 2006. június 8.       | 2010. december 23.  | Buaszon Buphavany     |
| 2010. december 23.    | 2016. április 20.   | Thongszing Thammavong |
| 2016. április 20.     | 2021. március 22.   | Thonglun Sziszulith   |
| 2021. március 22.     | 2022. december 30.  | Phankham Viphavanh    |
| 2022. december 30.    | hivatalban          | Sonexay Siphandone    |